# Michael Bridges
Michael Bridges (North Shields, 5 agosto 1978) è un ex calciatore inglese, di ruolo attaccante.

## Carriera
Fa il suo esordio in Premier League nel 1997 con la maglia del Sunderland, ottenendo la retrocessione in First Division. Due stagioni più tardi ottiene la promozione con la squadra.
Nell'estate del 1999 passa al Leeds United per 5 milioni di sterline. Nella sua prima stagione ad Elland Road segna 19 gol, tre dei quali nella partita contro il Southampton. Il Leeds arriva terzo in Premier, ed ottiene il diritto a partecipare all'edizione della Champions League della stagione seguente.

## Palmarès
- Campionato inglese di seconda divisione: 3

Sunderland: 1995-1996, 1998-1999, 2004-2005